# Scythris schawerdae
Scythris schawerdae is een vlinder uit de familie dikkopmotten (Scythrididae). De wetenschappelijke naam is voor het eerst geldig gepubliceerd in 1931 door Rebel.
De soort komt voor in Europa.